# Mardjan Seighali
Mardjan Seighali (Rasjt, 1964) is een Iraans-Nederlandse mensenrechtenactivist, vluchtelingenwerker en bestuurder.

## Biografie

### Jeugd
Mardjan Seighali werd in 1964 geboren in Noord-Iraanse stad Rasjt aan de Kaspische Zee. Tot de uitbraak van de Iraanse Revolutie in 1978 had Seighali een beschermd gezinsleven, maar met de val van de sjah ging ze zich interesseren voor politiek.

### Volwassen leven in Iran
Nadat de Revolutie in 1979 door islamisten werd gekaapt, sloot Seighali zich aan bij een progressieve partij om te strijden voor vrijheid en gelijke kansen. Ze verspreidde pamfletten en ging naar bijeenkomsten waar ze deelnam aan discussies. Vanwege die politieke activiteiten moest ze op 17-jarige leeftijd een paar maanden onderduiken bij haar tante in Teheran; omdat ze verborgen moest blijven kon ze echter weinig doen. Uiteindelijk overtuigde ze haar vader om samen in haar ouderlijk huis Noroez te vieren, maar op de dag van haar aankomst in 1982 werd ze in haar slaap gearresteerd, waarna zij 1,5 jaar in de gevangenis zat. Ze heeft naar eigen zeggen dagelijks met doodsangst geleefd, ze is gemarteld en verschillende vrouwen waarmee ze gevangen zat zijn geëxecuteerd. Ze slaagde er ondanks de martelingen echter in om haar wil niet te laten breken.
Seighali kwam uiteindelijk vrij nadat haar ouders een deal overeengekomen waren met het regime, waarin veel losgeld werd betaald, zij verplicht moest trouwen en niet meer mocht studeren of werken. Seighali was woedend over het feit dat ze geen enkele inspraak had gehad op deze beslissing en dat ze nu moest leven om anderen gelukkig te maken; zelf was ze (aanvankelijk) niet gelukkig. Haar ouders weigerden met haar over de deal te praten en ze mocht hen ook niet vertellen wat ze had meegemaakt; voor iedereen was dat pijnlijk. Na enig verzet trouwde ze op 8 december 1983 toch met Rasul, een vriend die ze al langer kende, ook al was ze überhaupt nog niet aan een huwelijk toe. Het duurde jaren voordat ze echt van elkaar gingen houden en uiteindelijk twee zoons kregen.

### Vlucht
In 1989 filmde Rasul in het geheim als cameraman een executie met de bedoeling de beelden het land uit te smokkelen, maar hij werd betrapt, moest halsoverkop het land ontvluchten en kwam in Nederland terecht. Vervolgens werd aan Seighali door het regime de toegang tot haar huis (tijdelijk) ontzegd en moest ze met haar kinderen bij haar ouders intrekken. In die periode werd ze verschillende keren opgepakt en telkens kort daarna weer vrijgelaten, bij wijze van intimidatie. Seighali deed verschillende mislukte vluchtpogingen. Na de Manjil–Rudbar-aardbeving van 21 juni 1990 nam Rasul weer contact met Seighali op via haar tante, vertelde met een subtiele hint dat hij in Nederland was en gaf zijn telefoonnummer. Kort daarna slaagde ze er met behulp van een mensensmokkelaar in om met haar twee kinderen te vluchten en kwam uiteindelijk in Nederland terecht. In Breda aangekomen vroeg ze asiel aan en kwam eerst in het AZC Blitterswijck bij Venray terecht; later woonde ze in Brummen en uiteindelijk in Almere.

### Leven in Nederland
Aangekomen in Nederland ging Seighali eerst zichzelf Nederlands leren en vervolgens studeren, wat ze in Iran niet mocht. Ze werd uiteindelijk erg gelukkig met haar nieuwe leven in Nederland, waar ze zich thuis, vrij en een sterke vrouw voelt. Ze heeft haar heimwee overwonnen, maar is in briefcontact gebleven met haar familie in Iran.
In 1997 voltooide ze haar studie maatschappelijk werk- en dienstverlening aan de Hogeschool van Amsterdam en volgde daarna verschillende post-hbo opleidingen. Van 1996 tot 2013 was Seighali werkzaam bij onder meer de jeugdzorg als manager, in de reclassering en bij Erfgoed Nederland.
In 2013 werd Seighali directeur-bestuurder van Stichting voor Vluchteling Studenten UAF. In juni 2016 kwam ze in de Raad van Advies van het College voor de Rechten van de Mens. Ook zit ze in de Raad van Toezicht van Paleis het Loo. In 2019 won Seighali de Comeniusprijs; volgens de jury was zij een 'enthousiast inspirator in de samenleving die mensen weet te verbinden en ondersteunen zodat ze hun eigen grenzen in de samenleving kunnen verleggen'. Sinds 21 november 2020 is Seighali voorzitter van het Humanistisch Verbond. Van 1 januari tot 1 september 2023 heeft zij leidinggegeven aan Stichting Natuurstad Rotterdam.

## Prijzen
- 2019: Comeniusprijs[6]

## Werken
- Tot op de dag (2021)[6]